# 日本花蛛
日本花蛛（Misumenops japonicus）主要分布於四川、陝西、台灣這些地區。雌蛛体长約5.5～6毫米。頭胸部及背甲成黄绿色，中央隆起处有1個黄白色V形斑。螯肢、触肢、颚叶与下唇皆为黄绿色，胸板心形成黄色，前端平直，后端稍尖，步足成绿色，膝节以下为黄绿色，前2对步足长，后2对則短。腹部略呈圆形，前窄后圆，绿色底有白毛鳞斑，腹、背有4对黑斑。腹面成黄白色，两侧有白色鳞斑。